# VP Grupė

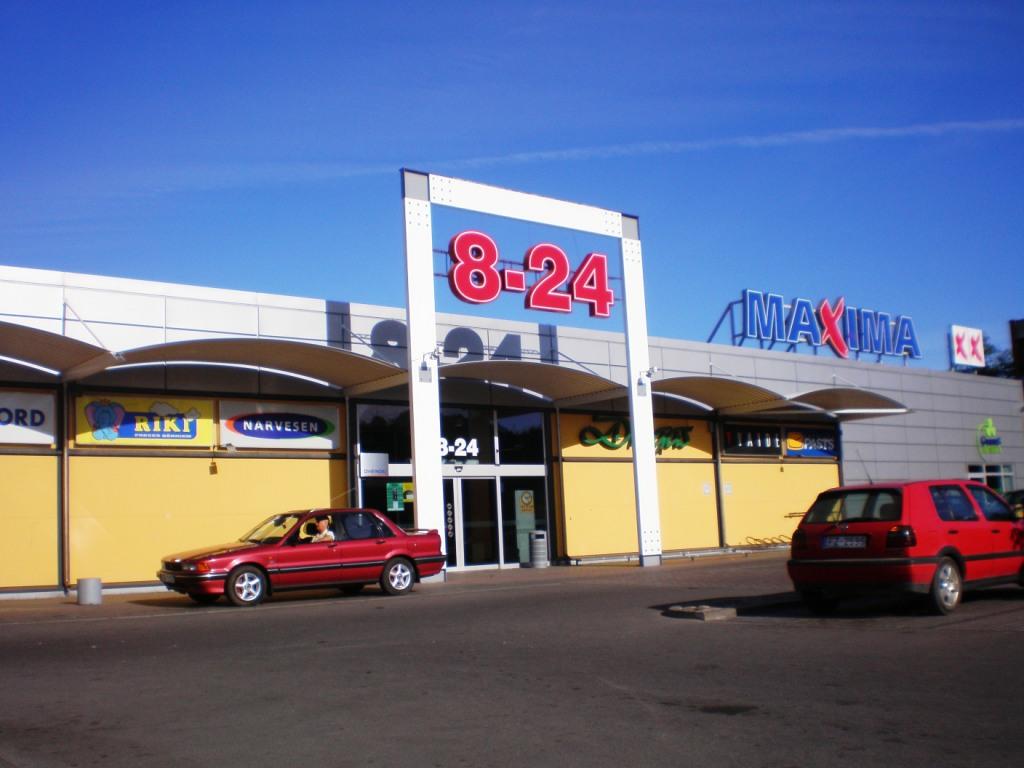
Магазин VP Grupė в Латвии

Vilniaus prekyba Grupė (также VP Grupė) — крупнейшая литовская группа частных компаний, работающая с 1992 года, с 46 000 сотрудников в шести странах. Группе принадлежат NDX Group, UAB, Galio Group, UAB, Atilus SAS.
Частное общество с ограниченной ответственностью Vilniaus Prekyba — международная диверсифицированная компания по управлению инвестициями, которая через другие дочерние компании управляет инвестициями в розничные и аптечные сети, девелопмент и услуги по аренде недвижимости в странах Балтии, Швеции, Польше и Болгарии. Компания также является одним из двух акционеров фонда поддержки Vilniaus prekybos paramos fundas «Дабар». Фонд поддержки занимается деятельностью по поддержке общественной пользы, целью которой является создание долгосрочных, устойчивых изменений в поддерживаемых областях посредством поддерживаемых проектов.
Основным видом деятельности компании является управление инвестициями в дочерние компании с целью надежного надзора за активами и обеспечения долгосрочного роста их стоимости. Компания анализирует и контролирует деятельность компаний группы, оценивает стратегические направления деятельности компаний, координирует деятельность компаний и представляет компании группы.

## Структура
- Maxima Grupė, UAB, которая управляет операторами розничных сетей в странах Балтии, Польше и Болгарии. Дочерние компании Maxima Grupė, UAB: в Литве - Maxima LT, UAB и под непрямым управлением UAB "Barbora", в зарубежных странах - Stokrotka Sp. z o.o (Польша), Maxima Latvija SIA (Латвия), Maxima Eesti OÜ (Эстония), Maxima Bulgaria EOOD (Болгария). Maxima Grupė, UAB также владеет дочерней компанией Franmax, UAB, которая предоставляет ИТ-услуги розничным сетям, управляемым Maxima Grupė, UAB в Литве, Латвии, Эстонии и Болгарии; и Maxima International Sourcing, UAB, которая предоставляет централизованные услуги по поставкам, закупкам и переговорам для розничных сетей. Maxima (Балтика), Stokrotka (Польша) и T-Market (Болгария) развивает собственные торговые марки и занимается оптовой деятельностью;
- Euroapotheca, UAB, международная группа компаний в Северной Европе, Центральной и Восточной Европе, управляющая розничными аптечными сетями и оптовыми фармацевтическими компаниями в Литве - UAB Eurovaistinė, Швеция - Apoteksgruppen i Sverige AB, Латвия - Euroaptieka SIA, Эстония - Euroapteek OÜ и Польша - Euro-Apteka Sp z oo Euroapotheca также контролирует торговую компанию электронной коммерции UAB Azeta, которая через свои дочерние компании работает в Литве, Латвии, Эстонии и Польше;
- Akropolis Group, UAB - ведущая компания по развитию и управлению торгово-развлекательными центрами в странах Балтии. Компания управляет девелопментом проектов недвижимости, торгово-развлекательными центрами и офисными зданиями в Литве (Вильнюс, Клайпеда, Шауляй - Акрополис) и Латвии (Рига - Акрополь);
- Ermi Group, UAB, которая управляет сетью магазинов в Литве (Ermitažas, UAB) и Эстонии (Bauhof Group AS) и занимается электронной торговлей строительными и отделочными материалами и товарами для дома. В 2018 году с приобретением Bauhof, крупнейшей розничной сети в Эстонии, группа стала одним из крупнейших магазинов DIY в странах Балтии по обороту;
- Sollo, UAB, которая занимается сбором платежей за коммунальные, телекоммуникационные и другие услуги и осуществляет денежные переводы в магазинах Maxima в Литве и Латвии;
- Vilniaus prekybos paramos fondas "Dabar". Фонд поддержки стремится оказывать поддержку инициативам, которые помогают обеспечить качественное образование в Литве.

## Акционеры
Акционерами компании являются три предприятия, зарегистрированные в Литовской Республике:
- ENTARAS, UAB
- NVP Projektai, UAB
- Patria Holdings, UAB

Конечными бенефициарами компании являются:
- Нериюс Нума
- Игнас Сташкевичюс